# Mohamed Al-Ghâzi
 (décembre 2019).
- Si vous ne connaissez pas le sujet, laissez ce bandeau (vous pouvez alors contacter les auteurs).
- Si vous supprimez le contenu mis en cause (vous pouvez préalablement contacter les auteurs),

argumentez précisément cette suppression dans la page de discussion
(un manque de référence n'est pas un argument ; une recherche réelle de référence doit avoir été effectuée, être formellement documentée).

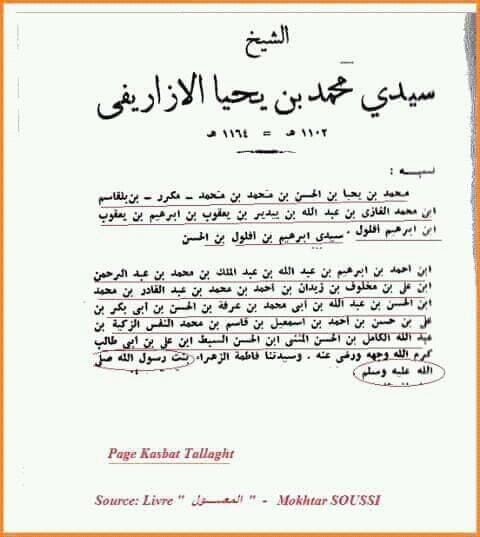

Sayyed Mohamed ibn Abdullah Al-Shâabi dit Al-Ghâzi, (Arabic: الإمام سيدي محمد الغازي) né en 1513 au château d'Azarif à Souss-Massa mort le 3 mai 1562 à Mazagão actuel El Jadida, fut le 6e Seigneur d'Azarif[Interprétation personnelle ?], est un noble Marocain[Interprétation personnelle ?] de la famille des Al-Shâabi. (Arabic: بنو الشبية) était un chevalier important de la période Saadiens, de l'histoire du Maroc. Fils de Sayyed Abdullah Al-Shâabi (1479-1556), 7e Seigneur d'Azarif, et de Zohra bint Mohammad El-Fassi de Fès (1481-?).

## Biographie
(décembre 2019).
- Si vous ne connaissez pas le sujet, laissez ce bandeau (vous pouvez alors contacter les auteurs).
- Si vous supprimez le contenu mis en cause (vous pouvez préalablement contacter les auteurs),

argumentez précisément cette suppression dans la page de discussion
(un manque de référence n'est pas un argument ; une recherche réelle de référence doit avoir été effectuée, être formellement documentée).
Fondateur de la Maison d'Al-Ghâzi[Interprétation personnelle ?].
Il a participé à la bataille de Mazagão (El Jadida) en 1562 sous le Sultan Abdallah el-Ghalib. ou il fut tué durent le siège de Mazagão par Rui de Sousa de Carvalho, qui été à ce moment-là le gouverneur de Mazagão, de 1561 à 1562, il a été transporté pour être inhumé dans son village, mais à cause du climat ils n'ont pas pu arriver à Azarif et l'ont finalement enterré au cimetière de Tildi (Agadir).

## Mariage et enfants
(décembre 2019).
- Si vous ne connaissez pas le sujet, laissez ce bandeau (vous pouvez alors contacter les auteurs).
- Si vous supprimez le contenu mis en cause (vous pouvez préalablement contacter les auteurs),

argumentez précisément cette suppression dans la page de discussion
(un manque de référence n'est pas un argument ; une recherche réelle de référence doit avoir été effectuée, être formellement documentée).
Le 28 janvier 1534, Sidi Mohamed a épousé Rahima al-Sinhaji surnommé Al Ayn al-Zurka la fille de Mubarak Ali de Fès un marchand de tapis et de Umm Al-Kheir Megzari de Fès, une paysanne du faubourg de Fès.
Sidi Mohamed et Rahima ont eu six enfants :
- Sayyeda Fatima Al-Ghâzi (1536-1617), élève de Sfia Brahim de Founti épouse de Si Brahim Aït-Tinkirt al-Burtughali (1529-1578) seigneur de la Castelle Bem Mirão
  - Umm Kilthum Aït-Tinkirt (1558-1634) épouse de 'Ammo ben Messaoud Al-Anouri de Assillah le frère de l'Ambassadeur Abd el-Ouahed ben Messaoud
- Sayyeda Umm Dawûd Al-Ghâzi (1538-?) épouse du Prince Saadiens Abd al-Mumin ibn Mohammed ech-Cheikh (1529-?), mère de :
  - Abû Sulayman Daoûd al-Saadi (1557-1590), proclamé souverain de Seksîoua épouse Zaynaba Oudaïas Al-Ma'qilia, fille d'un rebelle tué par Ibn Bejja parent de :               
    - Sulayman ibn Daoûd al-Saadi, nomade chez la tribu des Oudaïas
- Sayyed Abû al-Qassim Al-Azarifi (1539-1581) seigneur d'Azarif, tué par les Ottomans à Tlemcen en Algérie
- Sayyed Mahdi Al-Ghâzi Al-Azarifi (1543-4 août/1578), Lieutenant mort à la Bataille des Trois Rois
- Sayyed Hayyan Al-Ghâzi (1546-?), oremier Imam et seigneur de la Kasba d'Aygou épouse une fille de Moulay Zidân al-Sâadi (1511-26/10/1557)[5]
- Sayyed Ahmâd Al-Ghâzi (1549-1564), Imam seigneur d'Azarif.

## Ascendance
(décembre 2019).
- Si vous ne connaissez pas le sujet, laissez ce bandeau (vous pouvez alors contacter les auteurs).
- Si vous supprimez le contenu mis en cause (vous pouvez préalablement contacter les auteurs),

argumentez précisément cette suppression dans la page de discussion
(un manque de référence n'est pas un argument ; une recherche réelle de référence doit avoir été effectuée, être formellement documentée).
|  |                                              |  |  |  |  |  |  |  |  |  |  |  |  |  |  |  |
|  | Sayyed Ibrahim ben Abdel-Malik Al-Shâabi     |  |  |  |  |  |  |  |  |  |  |  |  |  |  |  |
|  |                                              |  |  |  |  |  |  |  |  |  |  |  |  |  |  |  |
|  |                                              |  |  |  |  |  |  |  |  |  |  |  |  |  |  |  |
|  | Sayyed Ya'cûb Al-Shâabi (1443-1492)          |  |  |  |  |  |  |  |  |  |  |  |  |  |  |  |
|  |                                              |  |  |  |  |  |  |  |  |  |  |  |  |  |  |  |
|  |                                              |  |  |  |  |  |  |  |  |  |  |  |  |  |  |  |
|  | Halima bint Abderahim Al-Semlali             |  |  |  |  |  |  |  |  |  |  |  |  |  |  |  |
|  |                                              |  |  |  |  |  |  |  |  |  |  |  |  |  |  |  |
|  |                                              |  |  |  |  |  |  |  |  |  |  |  |  |  |  |  |
|  | Sayyed Abdullah Yedder Al-Shâabi (1479-1556) |  |  |  |  |  |  |  |  |  |  |  |  |  |  |  |
|  |                                              |  |  |  |  |  |  |  |  |  |  |  |  |  |  |  |
|  |                                              |  |  |  |  |  |  |  |  |  |  |  |  |  |  |  |
|  | Abû Ja'far Ahmad Al-Di-l-Nun                 |  |  |  |  |  |  |  |  |  |  |  |  |  |  |  |
|  |                                              |  |  |  |  |  |  |  |  |  |  |  |  |  |  |  |
|  |                                              |  |  |  |  |  |  |  |  |  |  |  |  |  |  |  |
|  | Hania Al-Dhunniya de Tolède (1456-?)         |  |  |  |  |  |  |  |  |  |  |  |  |  |  |  |
|  |                                              |  |  |  |  |  |  |  |  |  |  |  |  |  |  |  |
|  |                                              |  |  |  |  |  |  |  |  |  |  |  |  |  |  |  |
|  | Umm Walad al-Andalousia                      |  |  |  |  |  |  |  |  |  |  |  |  |  |  |  |
|  |                                              |  |  |  |  |  |  |  |  |  |  |  |  |  |  |  |
|  |                                              |  |  |  |  |  |  |  |  |  |  |  |  |  |  |  |
|  | Sidi Mohamed Al-Ghâzi (1513-1562)            |  |  |  |  |  |  |  |  |  |  |  |  |  |  |  |
|  |                                              |  |  |  |  |  |  |  |  |  |  |  |  |  |  |  |
|  |                                              |  |  |  |  |  |  |  |  |  |  |  |  |  |  |  |
|  | Abd-el-Qadir ben Ali El-Fassi                |  |  |  |  |  |  |  |  |  |  |  |  |  |  |  |
|  |                                              |  |  |  |  |  |  |  |  |  |  |  |  |  |  |  |
|  |                                              |  |  |  |  |  |  |  |  |  |  |  |  |  |  |  |
|  | Mohamed El-Fassi de Fès                      |  |  |  |  |  |  |  |  |  |  |  |  |  |  |  |
|  |                                              |  |  |  |  |  |  |  |  |  |  |  |  |  |  |  |
|  |                                              |  |  |  |  |  |  |  |  |  |  |  |  |  |  |  |
|  | Zohra El-Fassi de Fès (1481-?)               |  |  |  |  |  |  |  |  |  |  |  |  |  |  |  |
|  |                                              |  |  |  |  |  |  |  |  |  |  |  |  |  |  |  |
|  |                                              |  |  |  |  |  |  |  |  |  |  |  |  |  |  |  |
|  | Abû Ja'far Ahmad Al-Di-l-Nun                 |  |  |  |  |  |  |  |  |  |  |  |  |  |  |  |
|  |                                              |  |  |  |  |  |  |  |  |  |  |  |  |  |  |  |
|  |                                              |  |  |  |  |  |  |  |  |  |  |  |  |  |  |  |
|  | Damya Al-Dhunniya de Tolède (1451-1529)      |  |  |  |  |  |  |  |  |  |  |  |  |  |  |  |
|  |                                              |  |  |  |  |  |  |  |  |  |  |  |  |  |  |  |
|  |                                              |  |  |  |  |  |  |  |  |  |  |  |  |  |  |  |
|  | Umm Walad al-Andalousia                      |  |  |  |  |  |  |  |  |  |  |  |  |  |  |  |
|  |                                              |  |  |  |  |  |  |  |  |  |  |  |  |  |  |  |
|  |                                              |  |  |  |  |  |  |  |  |  |  |  |  |  |  |  |

## Titres
(décembre 2019).
- Si vous ne connaissez pas le sujet, laissez ce bandeau (vous pouvez alors contacter les auteurs).
- Si vous supprimez le contenu mis en cause (vous pouvez préalablement contacter les auteurs),

argumentez précisément cette suppression dans la page de discussion
(un manque de référence n'est pas un argument ; une recherche réelle de référence doit avoir été effectuée, être formellement documentée).
Chevalier de la tariqa Shadhili, Saadiens, Maître des Conquerant Sidi Al-Ghâzi Imam d'Azarif, Gouverneur de Ida Oultite.Amghar de Ida Garsmouk.[Interprétation personnelle ?]